# الولادة السرية
في حالة الولادة السرية، تمنح الأم هويتها للسلطات ولكنها تطلب التكتم على تلك الهوية. في العديد من البلاد ولقرون قد تم تقنين الولادة السرية لوقف حالات القتل المتكررة لحديثي الولادة خاصة لأولئك المُنجبون خارج إطار الزواج.
حق الأم المتعلق بقرار إعلان هويتها يمنع الطفل من معرفة سلفه الحقيقي إلي أن تقرر الأم الكشف عن هويتها أو أن يطالب الطفل بعد بلوغه الكشف عن هوية أمه. وهذا بديلٌ عن الولادة المجهولة، التي لا تكشف فيها الأم هويتها للسلطات أو تظل مخفية إلى الأبد.

## قتل الأطفال
قتل الأطفال هو القتل بكامل الإرادة لطفل لم يبلغ بعد سن التقرير، وسن التقرير يختلف من مكان إلي آخر، لكنه عامة يتم اعتباره تسع سنوات، بإستثناء الكنيسة الكاثوليكية التي تعده من سبع سنوات. إذا قتلت الأم طفلها وهي متزوجة فإنها لن تحاكم بتهمة قتل طفل ولكن تحاكم بتهمة القتل تحت طائلة القانون العام. أما في حالة إذا ولد الطفل ميتاً، فيجب أن تثبت الأم ذلك عن طريق شاهد واحد وتسجل ذلك عن طريق مسؤول وفيات حديثي الولادة.
في مسيحية المجتمع الغربي، رد الفعل على قتل الأطفال هو التقزز واعتباره معادياً للطبيعة والمنطق، وحرمانا للنشء من الحياة. الإجهاض يمكن أن يُري كغطاء على ممارسة جنسية غير مسؤولة، أو في سياق أكثر عمقاً، كنوع من أنواع إنكار النظام الاجتماعي. الإجهاض كان منتشراً في القرنين الثامن عشر والتاسع عشر لصعوبة تطبيق العقاب ولطبيعة الجرم. في العديد من الأماكن، يتم تخفيف العقوبة إذا كان مرتكبو هذه الجريمة غير متزوجين، وذلك وفقًا لرؤية الأمر من منظور إنساني مختلف.
انخفضت نسبة قتل الأطفال عندما أتت حلول غيرت من نظرة الإناث لأنفسهن وللآخرين. بعض المجتمعات قد أدركت أن السلوك العدواني تجاه النساء قد أدي إلي قتلهن لأطفالهن. هذا شجع المجتمع للنظر إلى الأدوار والأنماط التي يلعبها.